# Brandon De Wilde
Andre Brandon De Wilde (Brooklyn, 9 aprile 1942 – Denver, 6 luglio 1972) è stato un attore statunitense.
È noto soprattutto per i suoi ruoli di attore bambino negli anni cinquanta.

## Biografia

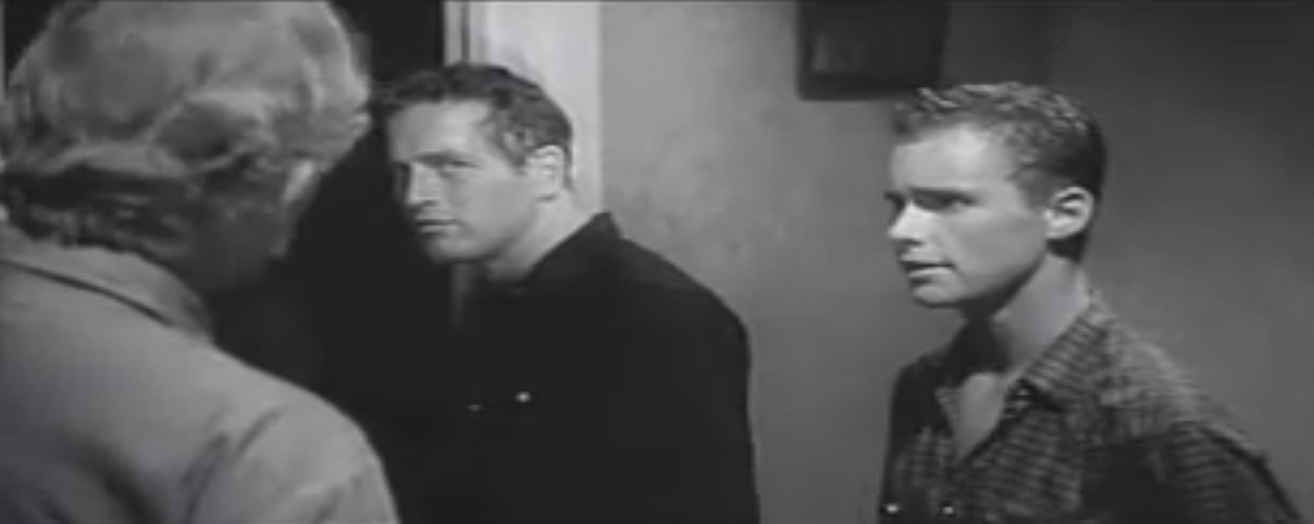
Brandon De Wilde (a destra) nel ruolo di Lonnie Bannon, in Hud il selvaggio (1963)

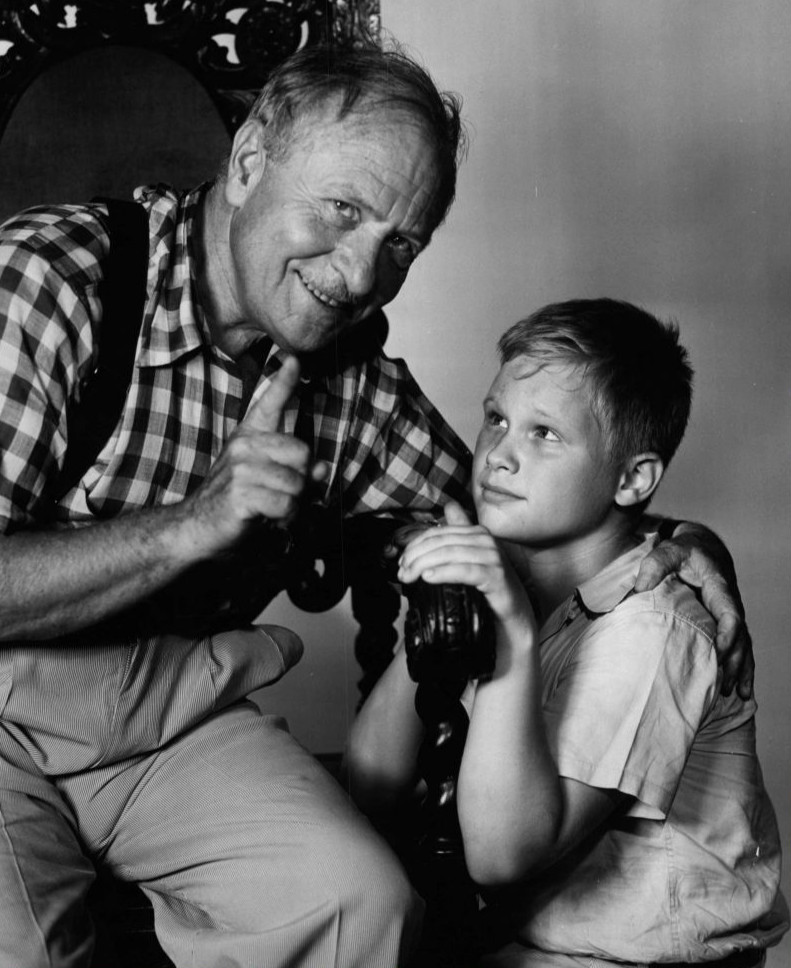
Brandon De Wilde (a destra)

Brandon De Wilde fu protagonista di una stagione di successo tra gli anni cinquanta e gli anni sessanta, interpretando alcuni ruoli interessanti di bambino e di adolescente. Figlio d'arte, all'età di nove anni fece un debutto trionfale a Broadway nella commedia The Member of the Wedding, che gli valse il Donaldson Award e gli consentì di riprendere il medesimo ruolo nella versione cinematografica della pièce, Il membro del matrimonio, diretta nel 1952 da Fred Zinnemann. 
L'anno successivo interpretò il ruolo di Joey Starrett, il vivace ragazzino biondo e dagli occhi azzurri che fa amicizia con il misterioso cowboy Shane (Alan Ladd) nel western Il cavaliere della valle solitaria (1953) di George Stevens. Il personaggio di Joey, che idolatra il pistolero venuto da lontano, per poco non diventò il più importante dell'intero film e gli valse una candidatura all'Oscar come migliore attore non protagonista. 

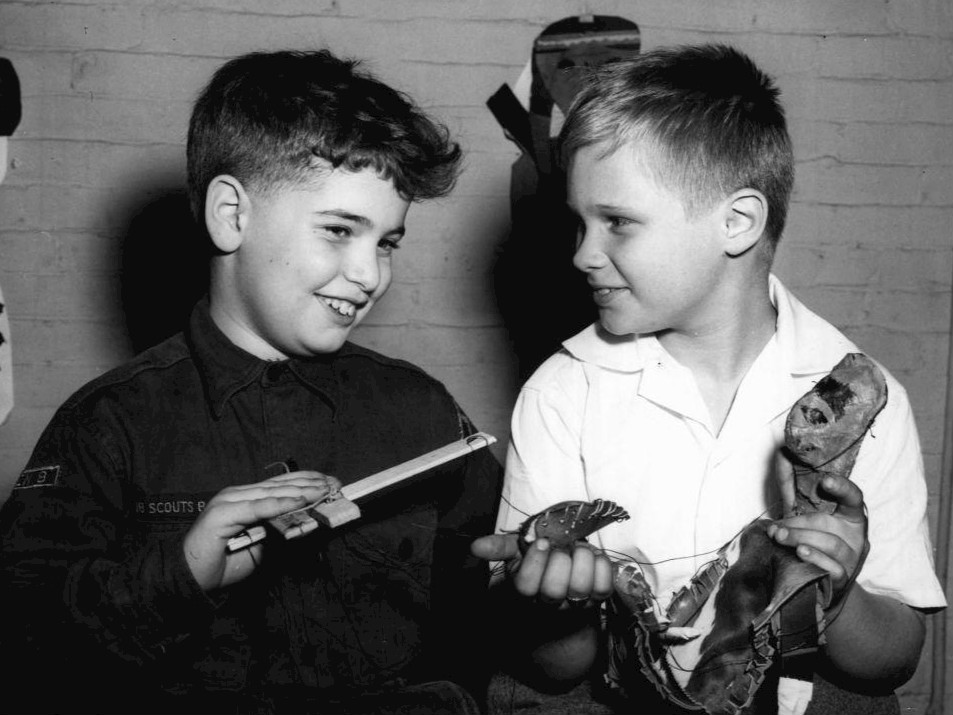
Brandon De Wilde (a destra) nel 1953

Intrapresa con successo anche la carriera televisiva, De Wilde colse nuovi consensi sul grande schermo come il fratello tormentato di Warren Beatty in E il vento disperse la nebbia (1962) di John Frankenheimer, nonché accanto a Paul Newman in Hud il selvaggio (1963) di Martin Ritt. La sua carriera di attore fu tragicamente interrotta dalla morte, avvenuta nel 1972, all'età di 30 anni, in un incidente automobilistico, in cui andò a schiantarsi a bordo di un camper contro un camion parcheggiato.

## Filmografia

### Cinema
- Il membro del matrimonio (The Member of the Wedding), regia di Fred Zinnemann (1952)
- Il cavaliere della valle solitaria (Shane), regia di George Stevens (1953)
- Addio, lady (Good-Bye, My Lady), regia di William A. Wellman (1956)
- Passaggio di notte (Night Passage), regia di James Neilson (1957)
- The Missouri Traveler, regia di Jerry Hopper (1958)
- Innamorati in blue jeans (Blue Denim), regia di Philip Dunne (1959)
- E il vento disperse la nebbia (All Fall Down), regia di John Frankenheimer (1962)
- Hud il selvaggio (Hud), regia di Martin Ritt (1963)
- I cacciatori del lago d'argento (Those Calloways), regia di Norman Tokar (1965)
- Prima vittoria (In Harm's Way), regia di Otto Preminger (1965)
- Il serpente di fuoco (The Trip), regia di Roger Corman (1967) (non accreditato)
- La spina dorsale del diavolo (The Deserter), regia di Niksa Fulgosi e Burt Kennedy (1971)
- Wild in the Sky, regia di William T. Naud (1972)

### Televisione
- The Philco Television Playhouse – serie TV, 2 episodi (1951-1952)
- ABC Album – serie TV, 1 episodio (1953)
- Jamie – serie TV, 23 episodi (1953-1954)
- Climax! – serie TV, 2 episodi (1955-1956)
- Star Stage – serie TV, 1 episodio (1956)
- Screen Directors Playhouse – serie TV, episodio 1x29 (1956)
- The United States Steel Hour – serie TV, 1 episodio (1957)
- Alcoa Theatre – serie TV, 1 episodio (1959)
- Thriller – serie TV, episodio 1x36 (1961)
- Carovane verso il West (Wagon Train) – serie TV, 2 episodi (1959-1961)
- Alfred Hitchcock presenta (Alfred Hitchcock Presents) – serie TV, episodio 7x39 (1962) trasmesso solo in Syndication[2])
- The Nurses – serie TV, episodio 2x08 (1963)
- The Greatest Show on Earth – serie TV, episodio 1x27 (1964)
- Disneyland – serie TV (1964)
- Twelve O'Clock High – serie TV, 1 episodio (1964)
- La parola alla difesa (The Defenders) – serie TV, 1 episodio (1965)
- Combat! – serie TV, 1 episodio (1966)
- ABC Stage 67 – serie TV, episodio 1x06 (1966)
- Journey to the Unknown – serie TV, 1 episodio (1968)
- Reporter alla ribalta (The Name of the Game) – serie TV, 1 episodio (1969)
- Hawaii Squadra Cinque Zero (Hawaii Five-O) – serie TV, 1 episodio (1969)
- Love, American Style – serie TV, 1 episodio (1969)
- Insight – serie TV, 1 episodio (1970)
- Giovani ribelli (The Young Rebels) – serie TV, 1 episodio (1970)
- Il virginiano (The Virginian) – serie TV, 3 episodi (1962-1970)
- Mistero in galleria (Night Gallery) – serie TV, 1 episodio (1971)
- Ironside – serie TV, 1 episodio (1971)

## Doppiatori italiani
- Massimo Turci in E il vento disperse la nebbia, Hud il selvaggio, I cacciatori del lago d'argento, Prima vittoria
- Loredana Randisi in Il cavaliere della valle solitaria
- Flaminia Jandolo in Passaggio di notte
- Cesare Barbetti in Innamorati in blue jeans

## Riconoscimenti
- Premio Oscar
  - 1954 – Candidatura al miglior attore non protagonista per Il cavaliere della valle solitaria
- Young Hollywood Hall of Fame (1950's)